# Diego Bigongiari
Diego Bigongiari (Buenos Aires, 1956) es un periodista, escritor, editor y traductor ítaloargentino, hijo del arquitecto Mario Bigongiari y la escritora y antropóloga Eleonora Smolensky. Su primer libro fue la colección de poemas Tatuajes, publicado en 1983 junto a Elegías de Jorge Fondebrider y Faro Vacío de Gerardo Gambolini. Cuatro de estos poemas fueron incluidos en la antología Nueva Poesía Argentina durante la dictadura (1976-1983) de Jorge Santiago Perednik. A su regreso a Argentina tras vivir trece años en el exterior y cruzar el Atlántico Sur en un pequeño velero, creó, investigó y realizó las Guías Pirelli. También creó las Guías de Vinos, Viñas & Bodegas de América del Sur que tuvieron 3 ediciones y luego se continuaron en Viñas, Bodegas & Vinos de Argentina (2007-2013) y en la Guía de los 500 Vinos de Argentina "Que Vale la Pena Beber" con cuatro ediciones. Su guía más personal fue la Guía del Viajero BUE. También publicó una guía de pescados y mariscos de Argentina y otra de Los Aceites de Oliva de Argentina. Escribió la Introducción histórica a Buenos Aires del libro Buenos Aires con fotos de Daniel Gluckmann publicado por el ICI para el Quinto Centenario. Como periodista free lance escribió numerosas notas en las revistas Página 30 y Cuisine & Vins. También publicó notas en Babel, Página 12, Clarín, Ego,Tres Puntos, Wine International, Newsweek y Slow Food. Entre 1992 y 1993 creó y dirigió el suplemento dominical La Prensa Viajes. En 2001 publicó la columna El Antiporteño en el mensuario La Voz del Bajo. Entre 2014 y 2017 publicó la sección de vinos Elementos en la revista Fortuna, además de varias otras notas. Colaboró también con las guías Fodor’s y Geo Gallimard de Argentina. Tradujo del inglés, francés e italiano al español su antología Los Mejores Relatos Marinos, del italiano antiguo La Primera Vuelta al Mundo de Antonio Pigafetta y del italiano, Fidel Castro: el último rey católico de Loris Zanatta, Espejo Rojo: nuestro futuro se escribe en China y La nueva China, ambos de Simone Pieranni, y El populismo jesuita: Perón, Fidel, Chávez, Bergoglio, de Loris Zanatta así como Puntero de Dios. En abril de 2022 publicó la crónica y ensayo Cáncer de Capricornio: cómo la inmunoterapia hizo de mi cáncer de pulmón menos que un resfrío. En julio de 2023 se publicó su traducción de Los crímenes el comunismo. Paradojas, mitos y certezas, de Gianluca Falanga y en agosto, la primera traducción al castellano de Dissipatio H. G. de Guido Morselli. Publica habitualmente notas en su página personal, www.diegobigongiari.ar

## Publicaciones
Turismo
- Guía Pirelli de Argentina (1989). ISBN 9789509953901.
- The Pirelli Guide, Argentina (1991).
- Guía Pirelli de Buenos Aires, alrededores y costas del Uruguay (1992). ISBN 9789500708111.
- Guía Pirelli de Argentina (1995). ISBN 9789509953918.
- Guía Pirelli del Uruguay (1996). ISBN 9789504366768.
- Buenos Aires (Instituto de Cooperación Iberoamericana, 2003). Redacción de la reseña histórica. ISBN 9788472326637
- Guías Viajar Hoy Buenos Aires, Cuyo y Patagonia de Telefónica de Argentina (Telinver S.A., 2006-2007).
- Guía YPF. Tres ediciones en 5 volúmenes (YPF S.A., 2011-14). ISBN 9789872449230, ISBN 9789872449223, ISBN 9789872449261, ISBN 9789872449254, ISBN 9789872449216.
- La Nueva Argentina Turística La Nación (2009). Publicada en fascículos.
- Guía BUE Buenos Aires y alrededores (Granica, 2008). ISBN 9789506415204.
- Fugas y viajatas a pueblos y ciudades bonaerenses (Planeta, 2012). ISBN 9789504927716.
- Fugas y viajatas a 400 km de Buenos Aires (Planeta, 2012). ISBN 9789504927662

Vinos y gastronomía
- Viñas, bodegas & vinos de América del Sur (Austral Spectator, 2004). ISBN 9789872091439.
- Viñas, bodegas & vinos de América del Sur (Austral Spectator, 2005).  ISBN 9872091412.
- Viñas, bodegas & vinos de América del Sur (Austral Spectator, 2006). ISBN 9872091439.
- Viñas, bodegas & vinos de Argentina (Austral Spectator, 2007). ISBN 9872091447.
- Viñas, bodegas & vinos de Argentina (Austral Spectator, 2008). ISBN 9789872091453
- Viñas, bodegas & vinos de Argentina (Austral Spectator, 2009). ISBN 9789872091477.
- Viñas, bodegas & vinos de Argentina (Austral Spectator, 2010). ISBN 9789872091484
- Teoría y práctica de los 500 vinos de Argentina que vale la pena beber (Austral Spectator, 2014). ISBN 9789506418328.
- Teoría y práctica de los 500 vinos de Argentina que vale la pena beber (Austral Spectator, 2015). ISBN 9789506418328.
- Teoría y práctica de los 500 vinos de Argentina que vale la pena beber (Austral Spectator, 2016). ISBN 9789506418694.
- Teoría y práctica de los 500 vinos de Argentina que vale la pena beber (Austral Spectator, 2017). ISBN 9789872091491.
- Los Aceites de Oliva de Argentina (Austral Spectator, 20089. ISBN 9789872019460.
- Teoría y práctica de pescados de mar y mariscos de Argentina (Planeta, 2016). ISBN 9789504949657.

Literatura
- Tatuajes, publicado con Elegías de Jorge Fondebrider y Faro vacío de Gerardo Gambolini (1983).
- Nueva Poesía Argentina durante la dictadura (1976-1983) de Jorge Santiago Perednik (Calle Abajo, 1992).[3]
- Buenos Aires Fotografías de Daniel Gluckmann (Colección Ciudades Iberoamericanas, 1993).[4]
- “El Archipiélago”, cuento. Premio La Nación/Sudamericana 1999.[5]
- Los mejores relatos marinos, selección y traducción (Ameghino, 1997). ISBN 9789879216200.
- La primera vuelta al mundo de Antonio Pigafetta, traducción (Ameghino, 1998). ISBN 9789879216644.
- Guarangadas K (Margen Izquierdo, 2015). Crónica política. ISBN 9789874588807.
- SHHM (Amazon-Kindle, 2017). Novela breve. ISBN 9781521961421.
- Peronium, (Emecé, 2018). Novela. ISBN 9789500439657.
- Cáncer de Capricornio, (Edhasa, 2022). Ensayo. ISBN 9789876286664.